# Tahićanski jezici
Tahitski jezici (privatni kod: tahi; tahićanski jezici) podskupina od (7) polinezijskih jezika raširenih na Oceaniji u području Francuske Polinezije, Novog Zelanda i Kukovih otoka. Najvažniji i najpoznatiji su tahitski i maorski jezik.
Predstavnici su: austral [aut] (8,000; 1987); maorski [mri] (60.000; Fishman 1991; 530.000 etničkih); penrhyn [pnh] (600; Wurm and Hattori 1981); rakahanga-manihiki [rkh] (5,000); rarotonški [rar] (33.220); tahitiski [tah] (124.260); i tuamotu [pmt] (14.400; 1987).

## Vanjske poveznice
- Ethnologue (14th)
- Ethnologue (15th)